# Vanquish (película)
Vanquish es una película de suspenso y acción estadounidense de 2021 dirigida por George Gallo. La película está protagonizada por Ruby Rose y Morgan Freeman.
Vanquish fue estrenada en los Estados Unidos el 16 de abril de 2021.

## Reparto
- Ruby Rose como Victoria
- Morgan Freeman como Damon
- Nick Vallelonga como Det. Stevens
- Miles Doleac como Erik
- Patrick Muldoon como el agente Monroe
- Joel Michaely como Rayo
- Juju Journey Brener
- Julie Lott como la gobernadora Ann Driscoll
- Ekaterina Baker[2]
- Hannah Stocking como Galyna

## Producción
La fotografía principal tuvo lugar en septiembre de 2020 en Biloxi, Mississippi. La filmación terminó en enero de 2021.

## Estreno
Vanquish se estrenó en cines selectos a partir del 16 de abril de 2021, así como por video bajo demanda y digital el 23 de abril y en DVD y Blu-ray el 27 de abril.

## Recepción

### Crítica
Vanquish recibió reseñas negativas de parte de la crítica y de la audiencia. En el sitio web especializado Rotten Tomatoes, la película posee una aprobación de 5%, basada en 64 reseñas, con una calificación de 3.1/10, mientras que de parte de la audiencia tiene una aprobación de 56%, basada en más de 250 votos, con una calificación de 3.2/5.
El sitio web Metacritic le dio a la película una puntuación de 22 de 100, basada en 14 reseñas, indicando "reseñas generalmente desfavorables". En el sitio IMDb los usuarios le asignaron una calificación de 3.0/10, sobre la base de más de 5100 votos, mientras que en la página web FilmAffinity la cinta tiene una calificación de 2.5/10, basada en 291 votos.

### Premios y nominaciones
| Año  | Premio                   | Categoría   | Nominados | Resultado | Ref.   |
| ---- | ------------------------ | ----------- | --------- | --------- | ------ |
| 2022 | Premios Golden Raspberry | Peor actriz | Ruby Rose | Pendiente | [ 12 ] |